# Grand Prix of St. Petersburg 2023
Der Grand Prix of St. Petersburg 2023 (offiziell Firestone Grand Prix of St. Petersburg) auf dem St. Petersburg Street Circuit, fand am 5. März statt und ging über eine Distanz von 100 Runden à 2,89 km. Es war der erste Lauf zur IndyCar Series 2023.

## Bericht
Nach der Qualifikation am Samstag mit vielen Unfällen und Drehern, startete am Sonntag Romain Grosjean (Andretti Autosport) von der Pole-Position neben seinem Teamkollegen Colton Herta. Bereits in der ersten Runde gab es zwei Unfälle, bei denen mehrere Fahrzeuge eliminiert wurden. Glücklicherweise verletzte sich dabei kein Fahrer. Grosjean führte das Rennen an bis zu den ersten Boxenstopps in der 27. Runde. Die unterschiedlichen Reifenstrategien führten Scott McLaughlin (Team Penske) an die Spitze. Dieser stoppte erst in der 35. Runde und McLaughlin kam knapp vor Grosjean aus der Boxenstraße. Nach weiteren Unfällen auf dem engen Stadtkurs und folgenden Gelbphasen führte weiterhin McLaughlin vor Grosjean und Pato O’Ward im Arrow McLaren SP. Im weiteren Verlauf des Rennens kamen sich Herta und Will Power (Team Penske) zu nahe, für Herta endete dieser Kampf in einem Reifenstapel. Nach weiteren Boxenstopps lagen McLaughlin und Grosjean unmittelbar hintereinander, bei einem Überholversuch von Grosjean landeten beide Fahrzeuge in den Reifenstapeln. Zwar konnte McLaughlin weiterfahren, bekam aber eine Strafe wegen der Kollision. O’Ward übernahm die Spitze bis drei Runden vor Schluss, nach einem Motoraussetzer in der Zielkurve übernahm Marcus Ericsson (Chip Ganassi Racing) die Führung und gab diese bis ins Ziel nicht mehr ab. O’Ward und Ericssons Teamkollege Scott Dixon komplementierten das Siegerpodest.

## Meldeliste
| Startnummer | Fahrer              | Team                                 | Motor     |
| ----------- | ------------------- | ------------------------------------ | --------- |
| 2           | Josef Newgarden     | Team Penske                          | Chevrolet |
| 3           | Scott McLaughlin    | Team Penske                          | Chevrolet |
| 5           | Patricio O’Ward     | Arrow McLaren SP                     | Chevrolet |
| 06          | Hélio Castroneves   | Meyer Shank Racing                   | Honda     |
| 6           | Felix Rosenqvist    | Arrow McLaren SP                     | Chevrolet |
| 7           | Alexander Rossi     | Arrow McLaren SP                     | Chevrolet |
| 8           | Marcus Ericsson     | Chip Ganassi Racing                  | Honda     |
| 9           | Scott Dixon         | Chip Ganassi Racing                  | Honda     |
| 10          | Alex Palou          | Chip Ganassi Racing                  | Honda     |
| 11          | Marcus Armstrong    | Chip Ganassi Racing                  | Honda     |
| 12          | Will Power          | Team Penske                          | Chevrolet |
| 14          | Santino Ferrucci    | A. J. Foyt Racing                    | Chevrolet |
| 15          | Graham Rahal        | Rahal Letterman Lanigan Racing       | Honda     |
| 18          | David Malukas       | Dale Coyne Racing / HMD Motorsports  | Honda     |
| 20          | Conor Daly          | Ed Carpenter Racing                  | Chevrolet |
| 21          | Rinus VeeKay        | Ed Carpenter Racing                  | Chevrolet |
| 26          | Colton Herta        | Andretti Autosport / Curb-Agajanian  | Honda     |
| 27          | Kyle Kirkwood       | Andretti Autosport                   | Honda     |
| 28          | Romain Grosjean     | Andretti Autosport                   | Honda     |
| 29          | Devlin DeFrancesco  | Andretti Steinbrenner Autosport      | Honda     |
| 30          | Jack Harvey         | Rahal Letterman Lanigan Racing       | Honda     |
| 45          | Christian Lundgaard | Rahal Letterman Lanigan Racing       | Honda     |
| 51          | Sting Ray Robb      | Dale Coyne Racing / Rick Ware Racing | Honda     |
| 55          | Benjamin Pedersen   | A. J. Foyt Racing                    | Chevrolet |
| 60          | Simon Pagenaud      | Meyer Shank Racing                   | Honda     |
| 77          | Callum Ilott        | Juncos Hollinger Racing              | Chevrolet |
| 78          | Agustín Canapino    | Juncos Hollinger Racing              | Chevrolet |

## Klassifikationen

### Freies Training 1
| Pos. | Nr. | Fahrer       | Team                                | Motor | Zeit      |
| ---- | --- | ------------ | ----------------------------------- | ----- | --------- |
| 1    | 9   | Scott Dixon  | Chip Ganassi Racing                 | Honda | 1:01.6145 |
| 2    | 26  | Colton Herta | Andretti Autosport / Curb-Agajanian | Honda | 1:01.6475 |
| 3    | 10  | Alex Palou   | Chip Ganassi Racing                 | Honda | 1:01.6790 |

### Freies Training 2
| Pos. | Nr. | Fahrer           | Team                                | Motor     | Zeit      |
| ---- | --- | ---------------- | ----------------------------------- | --------- | --------- |
| 1    | 26  | Colton Herta     | Andretti Autosport / Curb-Agajanian | Honda     | 1:00.0779 |
| 2    | 3   | Scott McLaughlin | Team Penske                         | Chevrolet | 1:00.2511 |
| 3    | 21  | Rinus VeeKay     | Ed Carpenter Racing                 | Chevrolet | 1:00.4601 |

### Qualifying
| Pos. | Nr. | Fahrer              | Team                                 | Motor     | Zeit       | Zeit       | Zeit       | Zeit       | Startplatz |
| Pos. | Nr. | Fahrer              | Team                                 | Motor     | Q1         | Q1         | Q2         | Q3         | Startplatz |
| Pos. | Nr. | Fahrer              | Team                                 | Motor     | Gruppe 1   | Gruppe 2   | Q2         | Q3         | Startplatz |
| ---- | --- | ------------------- | ------------------------------------ | --------- | ---------- | ---------- | ---------- | ---------- | ---------- |
| 1    | 28  | Romain Grosjean     | Andretti Autosport                   | Honda     | N/A        | 00:59.8790 | 00:59.7320 | 00:59.5532 | 1          |
| 2    | 26  | Colton Herta        | Andretti Autosport / Curb-Agajanian  | Honda     | N/A        | 00:59.8220 | 00:59.5442 | 00:59.9687 | 2          |
| 3    | 5   | Pato O’Ward         | Arrow McLaren SP                     | Chevrolet | 01:00.1146 | N/A        | 00:59.7367 | 01:00.0163 | 3          |
| 4    | 8   | Marcus Ericsson     | Chip Ganassi Racing                  | Honda     | 01:00.2018 | N/A        | 00:59.7624 | 01:00.4435 | 4          |
| 5    | 3   | Scott McLaughlin    | Team Penske                          | Chevrolet | 01:00.1201 | N/A        | 00:59.7686 | No Time    | 5          |
| 6    | 27  | Kyle Kirkwood       | Andretti Autosport                   | Honda     | 01:00.0451 | N/A        | 00:59.6357 | No Time    | 6          |
| 7    | 10  | Alex Palou          | Chip Ganassi Racing                  | Honda     | N/A        | 00:59.8879 | 00:59.7781 | N/A        | 7          |
| 8    | 6   | Felix Rosenqvist    | Arrow McLaren SP                     | Chevrolet | 00:59.9396 | N/A        | 00:59.7971 | N/A        | 8          |
| 9    | 9   | Scott Dixon         | Chip Ganassi Racing                  | Honda     | N/A        | 00:59.8213 | 00:59.8010 | N/A        | 9          |
| 10   | 12  | Will Power          | Team Penske                          | Chevrolet | N/A        | 01:00.0211 | 00:59.9482 | N/A        | 10         |
| 11   | 45  | Christian Lundgaard | Rahal Letterman Lanigan Racing       | Honda     | 01:00.0121 | N/A        | 00:59.9618 | N/A        | 11         |
| 12   | 7   | Alexander Rossi     | Arrow McLaren SP                     | Chevrolet | N/A        | 00:59.9527 | 01:00.0040 | N/A        | 12         |
| 13   | 11  | Marcus Armstrong    | Chip Ganassi Racing                  | Honda     | 01:00.3158 | N/A        | N/A        | N/A        | 13         |
| 14   | 2   | Josef Newgarden     | Team Penske                          | Chevrolet | N/A        | 01:00.0605 | N/A        | N/A        | 14         |
| 15   | 06  | Hélio Castroneves   | Meyer Shank Racing                   | Honda     | 01:00.5049 | N/A        | N/A        | N/A        | 15         |
| 16   | 18  | David Malukas       | Dale Coyne Racing / HMD Motorsports  | Honda     | N/A        | 01:00.0796 | N/A        | N/A        | 16         |
| 17   | 14  | Santino Ferrucci    | A. J. Foyt Enterprises               | Chevrolet | 01:00.5301 | N/A        | N/A        | N/A        | 17         |
| 18   | 29  | Devlin DeFrancesco  | Andretti Steinbrenner Autosport      | Honda     | N/A        | 01:00.1798 | N/A        | N/A        | 18         |
| 19   | 30  | Jack Harvey         | Rahal Letterman Lanigan Racing       | Honda     | 01:00.7270 | N/A        | N/A        | N/A        | 19         |
| 20   | 15  | Graham Rahal        | Rahal Letterman Lanigan Racing       | Honda     | N/A        | 01:00.3714 | N/A        | N/A        | 20         |
| 21   | 78  | Agustín Canapino    | Juncos Hollinger Racing              | Chevrolet | 01:01.0692 | N/A        | N/A        | N/A        | 21         |
| 22   | 77  | Callum Ilott        | Juncos Hollinger Racing              | Chevrolet | N/A        | 01:00.3868 | N/A        | N/A        | 22         |
| 23   | 51  | Sting Ray Robb      | Dale Coyne Racing / Rick Ware Racing | Honda     | 01:02.3711 | N/A        | N/A        | N/A        | 23         |
| 24   | 21  | Rinus VeeKay        | Ed Carpenter Racing                  | Chevrolet | N/A        | 01:00.4831 | N/A        | N/A        | 24         |
| 25   | 60  | Simon Pagenaud      | Meyer Shank Racing                   | Honda     | 06:37.4112 | N/A        | N/A        | N/A        | 25         |
| 26   | 20  | Conor Daly          | Ed Carpenter Racing                  | Chevrolet | N/A        | 01:00.6066 | N/A        | N/A        | 26         |
| 27   | 55  | Benjamin Pedersen   | A. J. Foyt Enterprises               | Chevrolet | N/A        | 01:01.4355 | N/A        | N/A        | 27         |

### Endergebnis
| Pos. | Nr. | Fahrer              | Team                                 | Motor     | Runden | Zeit/Rückstand | Boxenstopps | Startplatz | Führungsrunden | Punkte |
| ---- | --- | ------------------- | ------------------------------------ | --------- | ------ | -------------- | ----------- | ---------- | -------------- | ------ |
| 1    | 8   | Marcus Ericsson     | Chip Ganassi Racing                  | Honda     | 100    | 2:05:30.7907   | 3           | 4          | 4              | 51     |
| 2    | 5   | Pato O’Ward         | Arrow McLaren SP                     | Chevrolet | 100    | 2.4113         | 3           | 3          | 23             | 41     |
| 3    | 9   | Scott Dixon         | Chip Ganassi Racing                  | Honda     | 100    | 2.9257         | 3           | 9          | 3              | 36     |
| 4    | 7   | Alexander Rossi     | Arrow McLaren SP                     | Chevrolet | 100    | 6.7689         | 3           | 12         |                | 32     |
| 5    | 77  | Callum Ilott        | Juncos Hollinger Racing              | Chevrolet | 100    | 8.2650         | 3           | 22         |                | 30     |
| 6    | 15  | Graham Rahal        | Rahal Letterman Lanigan Racing       | Honda     | 100    | 10.7671        | 3           | 20         |                | 28     |
| 7    | 12  | Will Power          | Team Penske                          | Chevrolet | 100    | 11.6798        | 3           | 10         |                | 26     |
| 8    | 10  | Alex Palou          | Chip Ganassi Racing                  | Honda     | 100    | 14.7244        | 3           | 7          |                | 24     |
| 9    | 45  | Christian Lundgaard | Rahal Letterman Lanigan Racing       | Honda     | 100    | 14.9528        | 3           | 11         |                | 22     |
| 10   | 18  | David Malukas       | Dale Coyne Racing / HMD Motorsports  | Honda     | 100    | 15.4401        | 4           | 16         | 2              | 21     |
| 11   | 11  | Marcus Armstrong R  | Chip Ganassi Racing                  | Honda     | 100    | 15.8049        | 4           | 13         |                | 19     |
| 12   | 78  | Agustín Canapino R  | Juncos Hollinger Racing              | Chevrolet | 100    | 28.1332        | 3           | 21         |                | 18     |
| 13   | 3   | Scott McLaughlin    | Team Penske                          | Chevrolet | 99     | 1 Rd.          | 6           | 6          | 37             | 20     |
| 14   | 20  | Conor Daly          | Ed Carpenter Racing                  | Chevrolet | 99     | 1 Rd.          | 5           | 26         |                | 16     |
| 15   | 27  | Kyle Kirkwood       | Andretti Autosport                   | Honda     | 97     | 3 Rd.          | 5           | 5          |                | 15     |
| 16   | 51  | Sting Ray Robb R    | Dale Coyne Racing / Rick Ware Racing | Honda     | 96     | Unfall         | 6           | 23         |                | 14     |
| 17   | 2   | Josef Newgarden     | Team Penske                          | Chevrolet | 95     | 5 Rd.          | 4           | 14         |                | 13     |
| 18   | 28  | Romain Grosjean     | Andretti Autosport                   | Honda     | 71     | Unfall         | 3           | 1          | 31             | 14     |
| 19   | 6   | Felix Rosenqvist    | Arrow McLaren SP                     | Chevrolet | 51     | Motor          | 3           | 8          |                | 11     |
| 20   | 26  | Colton Herta        | Andretti Autosport / Curb-Agajanian  | Honda     | 49     | Unfall         | 2           | 2          |                | 10     |
| 21   | 21  | Rinus VeeKay        | Ed Carpenter Racing                  | Chevrolet | 41     | Unfall         | 3           | 24         |                | 9      |
| 22   | 30  | Jack Harvey         | Rahal Letterman Lanigan Racing       | Honda     | 41     | Unfall         | 2           | 19         |                | 8      |
| 23   | 06  | Hélio Castroneves   | Meyer Shank Racing                   | Honda     | 0      | Unfall         |             | 15         |                | 7      |
| 24   | 14  | Santino Ferrucci    | A. J. Foyt Enterprises               | Chevrolet | 0      | Unfall         |             | 17         |                | 6      |
| 25   | 29  | Devlin DeFrancesco  | Andretti Steinbrenner Autosport      | Honda     | 0      | Unfall         |             | 18         |                | 5      |
| 26   | 60  | Simon Pagenaud      | Meyer Shank Racing                   | Honda     | 0      | Unfall         |             | 25         |                | 5      |
| 27   | 55  | Benjamin Pedersen R | A. J. Foyt Enterprises               | Chevrolet | 0      | Unfall         |             | 27         |                | 5      |

R=Rookie / 5 Gelbphase für insgesamt 26 Rd.

## Führungsrunden
| Fahrer           | Team                                | Anzahl |
| ---------------- | ----------------------------------- | ------ |
| Scott McLaughlin | Team Penske                         | 38     |
| Romain Grosjean  | Arrow McLaren SP                    | 31     |
| Patricio O’Ward  | Arrow McLaren SP                    | 23     |
| Marcus Ericsson  | Chip Ganassi Racing                 | 4      |
| Scott Dixon      | Chip Ganassi Racing                 | 2      |
| David Malukas    | Dale Coyne Racing / HMD Motorsports | 2      |